# Jraifia
Jraifia (àrab: الجريفية, al-Jrayfiyya; amazic estàndard marroquí: ⵊⵔⴰⵢⴼⵉⵢⴰ, Jrayfiya) és un comuna rual de la província de Boujdour, a la regió de Laâyoune-Sakia El Hamra, al Sàhara Occidental. Segons el cens de 2014 tenia una població total de 950 persones.